# Anaea catinka
Anaea catinka är en fjärilsart som beskrevs av Druce 1877. Anaea catinka ingår i släktet Anaea och familjen praktfjärilar. Inga underarter finns listade i Catalogue of Life.